# The Avatars
The Avatars es una serie de televisión creada por Marco Renzi, Ugo Ripamonti y Renato Sannio y producida en España con equipo técnico español y reparto estadounidense, creada a partir de un acuerdo alcanzado entre la productora Portocabo —integrada en el Grupo Boomerang TV— con las compañías italianas Fly Distribuzione y Brave Film en el MIP de Cannes, en octubre de 2012. El formato trata de un remake adaptado de EBand, serie de comedia juvenil emitida en Radiotelevisione Italiana y Disney Channel Italia y estará ambientado en la ciudad de Nueva York.
La serie, que se estrenó en 2013, posee una única temporada que concluyó al año siguiente (2014). 

## Historia
La idea de producir The Avatars surge de la productora gallega Portocabo, una empresa filial de Boomerang TV que andaba en busca de productos con salida al mercado internacional. Alfonso Blanco, productor ejecutivo de la serie, explicó a los medios de comunicación que su idea tenía que ser «algo que se pudiera hacer en España y que gustase en más de un país». Por otro lado comentaba que «las opciones se limitaban al thriller y a las series para jóvenes, donde hay ya establecido un patrón». Más tarde, a través de un acuerdo firmado por Grupo Boomerang TV con Fly Distribuzione y Brave Film hicieron que resurgiese el proyecto que ya habían emitido con éxito las cadenas italianas RAI y Disney Channel. Sin embargo, los transalpinos querían producir un remake de su serie para el mercado global, pero los elevados costes de grabación en Italia les hicieron parar la idea. No obstante, cuando el equipo de ficción conoció la empresa Portocabo, llegaron a un acuerdo para producir la serie en España por un precio más económico.

## Equipo técnico
Los técnicos de luz y sonido, los cámaras y los realizadores trabajaron anteriormente en la producción de la serie de televisión Física o química de Antena 3.

### Preproducción
Las instalaciones del Creek High School están situadas en Nueva York, para ello, el equipo de rodaje grabaron las escenas de ambientación de la ciudad y la fachada del centro educativo allí. El set de rodaje se encuentra en Boadilla del Monte, situado a 16 km de Madrid; en él, acoge las estancias del instituto, el loft donde ensaya la banda musical y los decorados. En cuanto al attrezzo y los muebles, estos se adquirieron a través de Internet.

### Producción
Las tareas de producción fueron algo complicadas debido a que el objetivo fundamental era emitir la serie en Estados Unidos y en su área de influencia, por lo que se decidió grabar en lenguaje inglés americano. Esto hizo que el equipo productivo realizase el casting de actores en la ciudad neoyorquina. Las contrataciones para hacer la selección de casting se hicieron a través de un agente de Estados Unidos que se encargó, además, de las negociaciones con los actores. Los cinco elegidos fueron Tyler Young, Gabi Carruba, Kirk Bonacci, India Coombs y Malcolm Xavier, que grabaron esta historia de adolescentes en los estudios del Grupo Infinia en Pozuelo de Alarcón (Ciudad de la Imagen, Madrid), entre marzo y agosto de 2013. Además de los protagonistas en cada escena se requirieron hasta setenta figurantes. Todos ellos debían residir en España y hablar un perfecto inglés estadounidense. El método de selección fue buscar a gente en colegios mayores, entre hijos de diplomáticos y en la base militar de Rota, Cádiz.

## Argumento
Un grupo formado por tres jóvenes sueñan con ser estrellas de música, sin embargo, cuando se presentan a las compañías discográficas, son rechazados por el personal de la empresa argumentando que «son demasiado jóvenes». Ante la negativa de las discográficas, la hermana de uno de ellos les propone crear una banda virtual a la que deciden llamar The Avatars. Dado este punto, y gracias al uso de las nuevas tecnologías como Internet, los miembros del grupo no tardarán en lograr gran popularidad para su público. los chicos deberán proteger su verdadera identidad y se verán obligados a llevar vidas paralelas.

## Distribución internacional
La ficción de comedia juvenil producida en España por la filial del Grupo BoomerangTV se estrenará mundialmente en Italia a través de sus canales de televisión Disney Channel Italia y Rai Gulp. El proyecto, rodado íntegramente en inglés, estaba pensado desde un primer momento para su exportación al mercado internacional.